# Choisy-au-Bac
Choisy-au-Bac – miejscowość i gmina we Francji, w regionie Hauts-de-France, w departamencie Oise.
Według danych na rok 1990 gminę zamieszkiwało 3786 osób, a gęstość zaludnienia wynosiła 239 osób/km² (wśród 2293 gmin Pikardii Choisy-au-Bac plasuje się na 49. miejscu pod względem liczby ludności, natomiast pod względem powierzchni na miejscu 171.).